# Khutelchalcis gobiensis
Khutelchalcis gobiensis is een vliesvleugelig insect uit de familie Khutelchalcididae. De wetenschappelijke naam is voor het eerst geldig gepubliceerd in 2004 door Rasnitsyn, Basibuyuk & Quicke.